# DeSoto Adventurer
DeSoto Adventurer – samochód osobowy klasy wyższej produkowany pod amerykańską marką DeSoto w latach 1955–1960.
Od pierwszego roku modelowego 1956 do 1959 był to prestiżowy samochód o charakterze sportowym – sztandarowy model marki DeSoto, natomiast w ostatnim roku produkcji (1960) nazwę tę otrzymała linia lepiej wyposażonych samochodów DeSoto wyższej średniej klasy. Napędzały je wyłącznie silniki benzynowe w układzie V8; nadwozia obejmowały dwudrzwiowy hardtop i kabriolet, a ostatnim roku także czterodrzwiowy hardtop i sedan.

## Pierwsza generacja (1956)

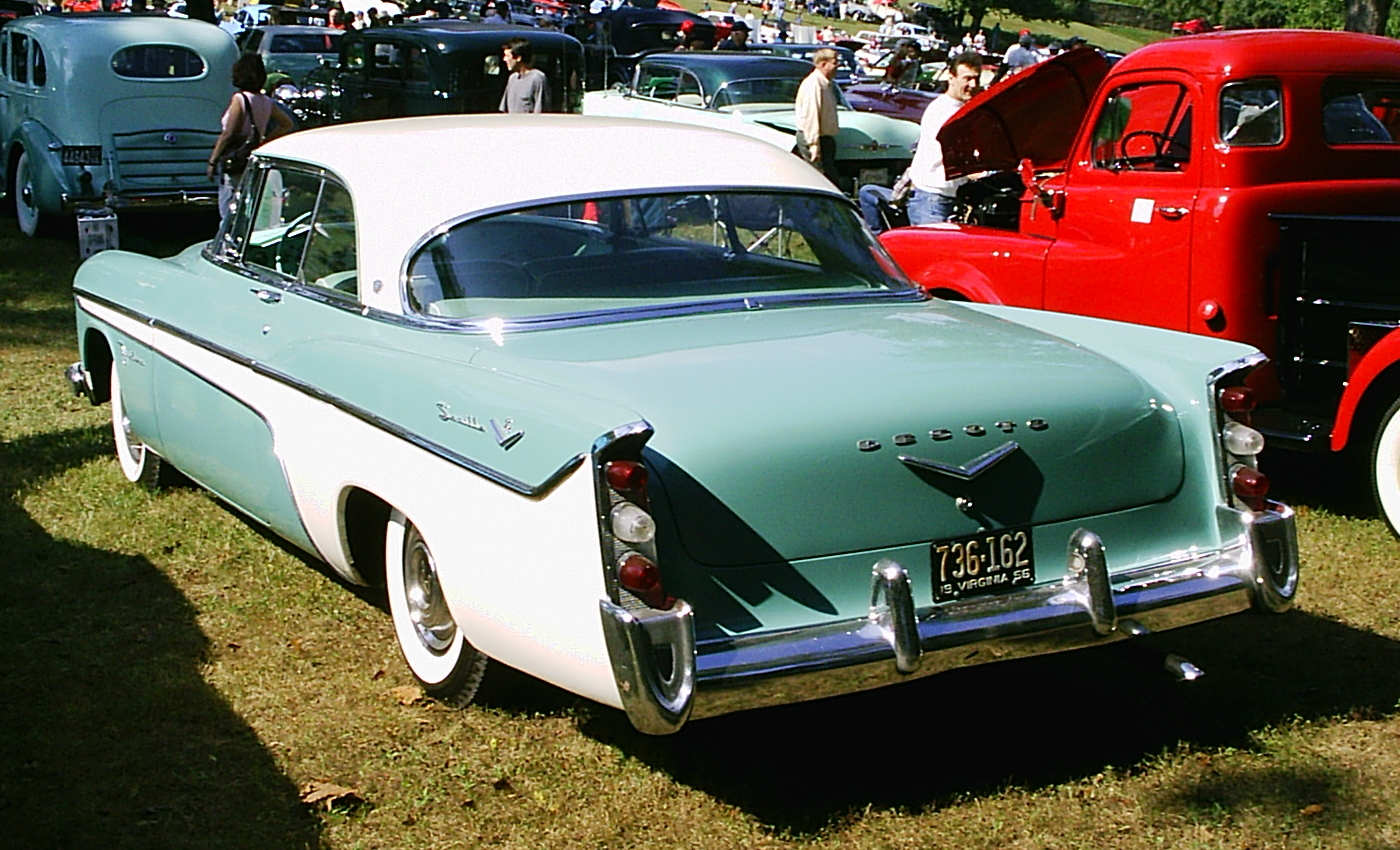
DeSoto Firedome hardtop, prezentujący stylistykę modeli z 1956 - tył

Model Adventurer (awanturnik, poszukiwacz przygód) pojawił się po raz pierwszy w gamie produkcyjnej DeSoto na 1956 rok, produkowanej od października 1955 roku. Gama ta była dalszym rozwinięciem konstrukcji wprowadzonych w 1955 roku modelowym, projektowanych przez zespół Virgila Exnera w ramach nowoczesnej stylistyki koncernu Chryslera Forward Look. Początkowo samochód ten stanowił bardziej sportową i prestiżową podserię modelu Fireflite i nosił pełną nazwę Fireflite Adventurer. W pierwszym roku produkcji dostępny był tylko z dwudrzwiowym sześciomiejscowym nadwoziem typu hardtop. Występował w unikalnych kombinacjach koloru złotego (Adventurer Gold Metallic) z białym lub czarnym.
Samochód napędzał początkowo najmocniejszy w gamie DeSoto, nowy silnik Hemi V8 o pojemności 341 cali sześciennych (5,6 l) i mocy 320 KM, z podwójnym czterogardzielowym gaźnikiem i stopniem sprężania 9,5:1. Silnik połączony był standardowo z automatyczną transmisją PowerFlite Automatic, ze zmianą biegów za pomocą przycisków. Opony miały rozmiar 7,60×15. Samochód miał najbogatsze z modeli DeSoto wyposażenie standardowe, obejmujące radio, elektryczny zegar, elektrycznie sterowane szyby i siedzenia przednie, opony z białymi ściankami oraz wspomaganie hamulców. Za dopłatą było między innymi wspomaganie kierownicy i klimatyzacja.
Wyprodukowano 996 samochodów Adventurer w roku modelowym 1956 (0,89% ogólnej produkcji DeSoto); cena bazowa bez wyposażenia dodatkowego wynosiła 3728 dolarów. Był najdroższym modelem DeSoto, natomiast w koncernie Chryslera był on tańszym i mniej prestiżowym odpowiednikiem samochodu Chrysler 300B.
Podstawowe dane:
- rozstaw osi: 126 cali (3200 mm)
- długość: 220,9 cala (5611 mm)
- szerokość: 78,3 cala (1989 mm)
- wysokość: 60,3 cala (1532 mm)
- masa: 3870 funtów (1755 kg).

## Druga generacja (1957–1959)

### Model 1957

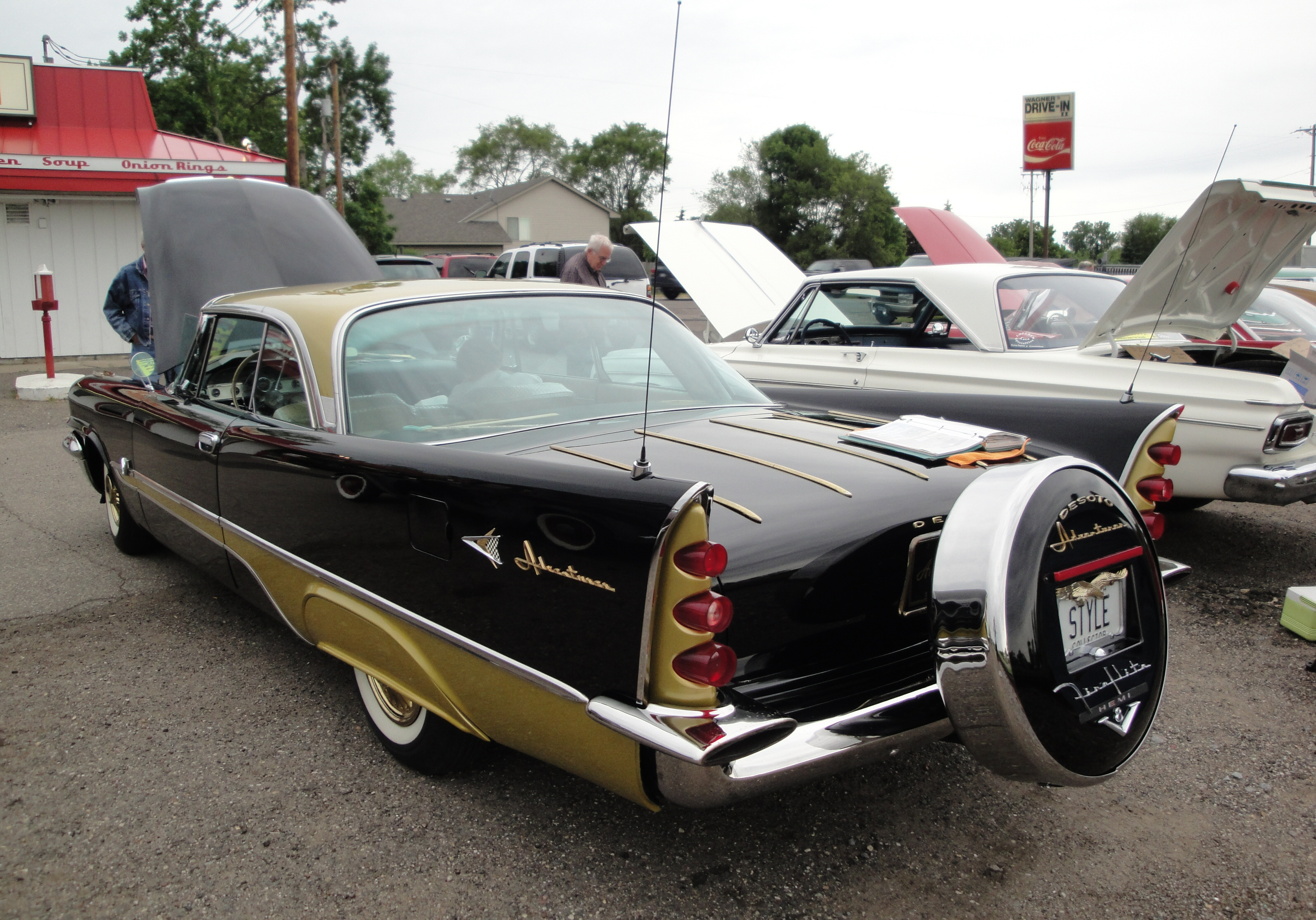
1957 DeSoto Adventurer hardtop - tył

Na 1957 rok DeSoto wprowadziło nowe konstrukcje samochodów, w tym Fireflite Adventurer, który pozostał sztandarowym modelem marki. Adventurer zadebiutował z dwumiesięcznym opóźnieniem w stosunku do pozostałych modeli, w grudniu 1956 roku jako hardtop, a w lutym 1957 jako dwudrzwiowy sześciomiejscowy kabriolet (Adventurer Convertible). Nowe modele prezentowały nową odsłonę stylistyki Forward Look, wspólnej dla całego koncernu Chryslera, uznawanej wówczas za nowoczesną. Sama konstrukcja została oparta na modelach Chryslera. Nadwozie wciąż zabudowane było na ramie, lecz było obniżone w stosunku do poprzedniej generacji. Wyróżnikiem nowej stylistyki była bardziej spłaszczona maska, opadająca łagodnie z przodu między błotnikami, których górna linia była pozioma. Na przedłużeniu błotników  osadzone były w ostrych wycięciach reflektory. Większość Adventurerów (być może nawet wszystkie) otrzymała standardowo podwójne reflektory, które wprowadzono jako opcję w pozostałych samochodach DeSoto w połowie roku. Całkowicie zmieniony został styl atrapy przedniej, na całą szerokość przodu, zintegrowanej z dwuczęściowym grubym chromowanym zderzakiem. Dolna część zderzaka obejmowała od dołu i po bokach kratę atrapy, a górna, w formie spłaszczonego owalu z podłużnym wycięciem pośrodku, umieszczona była pośrodku atrapy i obejmowała wkomponowane w zewnętrzne części światła postojowe/kierunkowskazy. Wygięta szyba przednia zachodziła dalej na boki. Na bokach powiększonych tylnych płetw były stylizowane napisy: Adventurer. Płetwy wznosiły się wyraźnie do góry, z prostą górną krawędzią, a na ich tylnej skośnej krawędzi umieszczone były trzy okrągłe klosze świateł.
Silnik V8 nieco powiększono do pojemności 345 cali sześciennych (5,7 l) i rozwijał teraz moc 345 KM przy takim samym stopniu sprężania 9,5:1. Silnik połączony był z nową automatyczną trzybiegową transmisją TorqueFlite Automatic. W zawieszeniu wprowadzono drążki skrętne dla większego komfortu. Opony miały rozmiar 8,50×14.
Wyprodukowano 1950 samochodów w roku modelowym 1957 (1,46% ogólnej produkcji DeSoto), w tym 1650 hardtopów i 300 kabrioletów. Cena bazowej wersji wynosiła 3997 dolarów za hardtop i 4272 za kabriolet, który był najdroższym modelem marki w tym roku. Modele samochodów koncernu Chryslera z 1957 roku uważane były za najnowocześniej stylizowane na amerykańskim rynku w tym roku, jednak ujawniono w nich następnie problemy z jakością, w tym rdzę i pękające drążki skrętne.
Podstawowe dane:.
- rozstaw osi: 126 cali (3200 mm)
- długość: 218 cali (5537 mm)
- szerokość: 78,2 cala (1986 mm)
- wysokość: 57,4 cala (1458 mm)
- masa: 4040 – 4235 funtów (1832 – 1921 kg).

### Model 1958

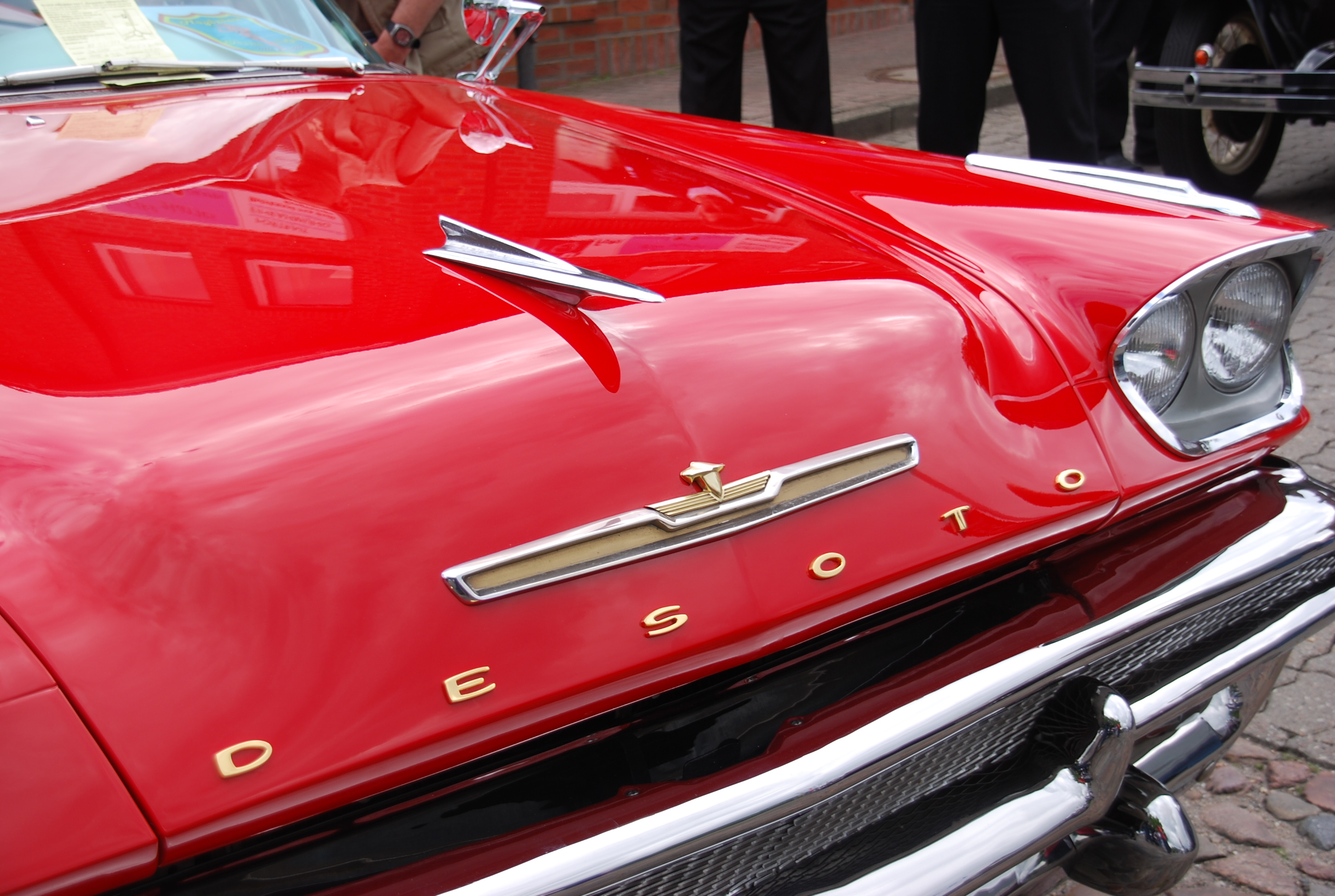
Przednia część modeli DeSoto z 1958

Nowy Adventurer zadebiutował 4 stycznia 1958. Zmiany stylistyczne były niewielkie, głównie dotyczyły modyfikacji atrapy przedniej. Górny zderzak został wyraźniej rozszczepiony i jego dolna poprzeczka została obniżona w środkowej sekcji; wypełnienie tworzyła chromowana siatka. Zmieniono też ozdobne chromowane listwy z boku nadwozia: górna listwa przebiegała od przodu poziomo, a za tylnymi kołami skręcała w górę, dochodząc do szczytu płetwy, podczas gdy dolna listwa przebiegała prosto pod nią.
Silnik V8 Hemi zamieniono na jednostkę Dodge D-500 z klinowatymi komorami spalania (jak w droższych wersjach samochodów Dodge) o pojemności 361 cali sześciennych (5,9 l), lecz takiej samej mocy 345 KM, z podwójnym czterogardzielowym gaźnikiem i stopniem sprężania 10,25:1. Za dopłatą 637 dolarów dostępny był silnik w wersji z elektronicznym wtryskiem paliwa, o mocy 355 KM.
Sprzedaż wszystkich samochodów DeSoto spadła w 1958 roku z powodu recesji oraz problemów z jakością samochodów koncernu Chryslera z poprzedniego rocznika. Wyprodukowano jedynie 432 Adventurery, w tym 350 hardtopów i 82 kabriolety.  Cena bazowej wersji wynosiła 4071 dolarów za hardtop i 4369 za kabriolet, który ponownie był najdroższym modelem marki w tym roku.
Podstawowe dane:.
- rozstaw osi: 126 cali (3200 mm)
- długość: 218,6 cala (5552 mm)
- szerokość: 78,3 cala (1990 mm)
- wysokość: 57,4 cala (1458 mm)
- masa: 4000 – 4180 funtów (1814 – 1896 kg).

### Model 1959

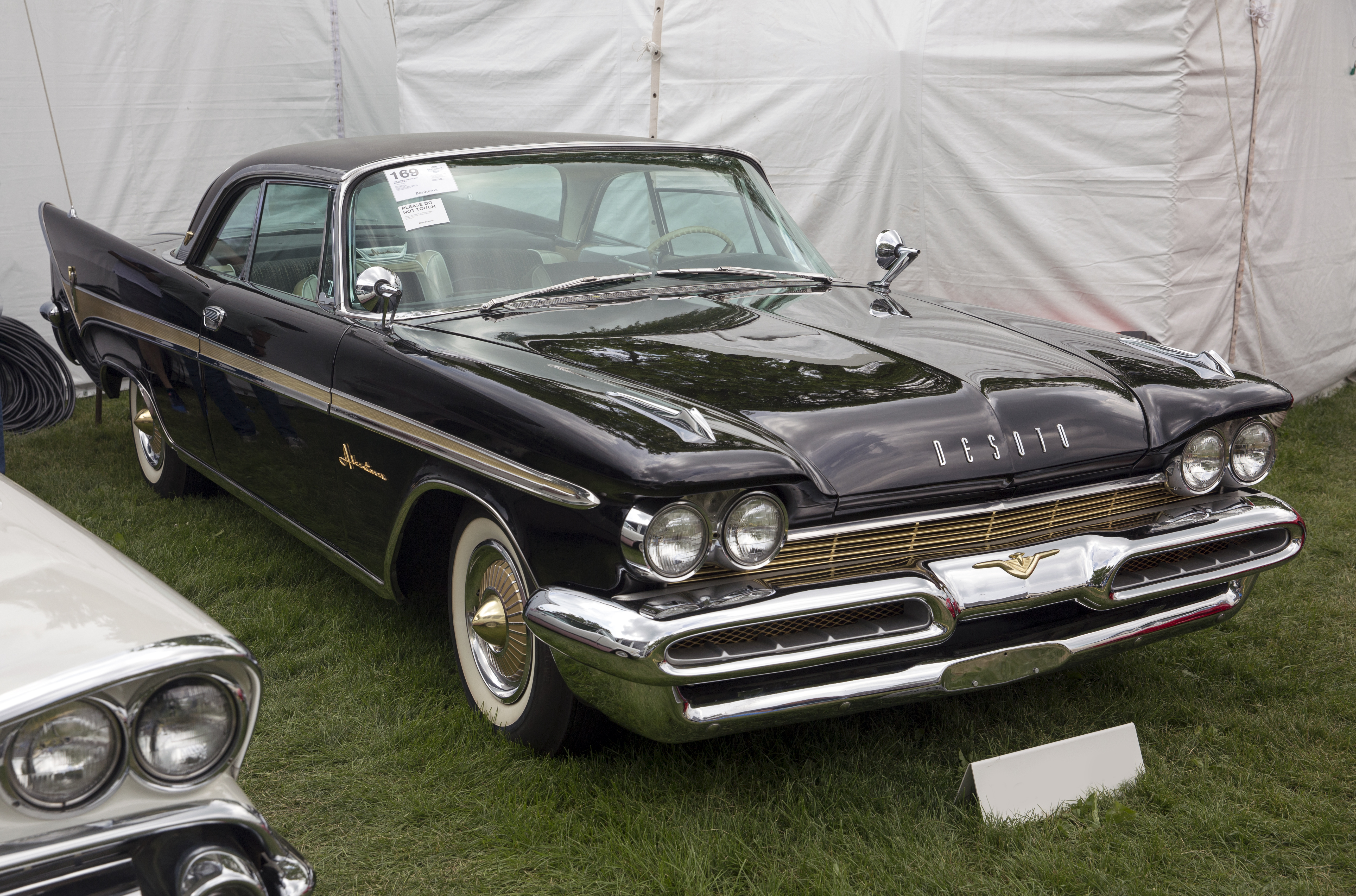
1959 DeSoto Adventurer hardtop

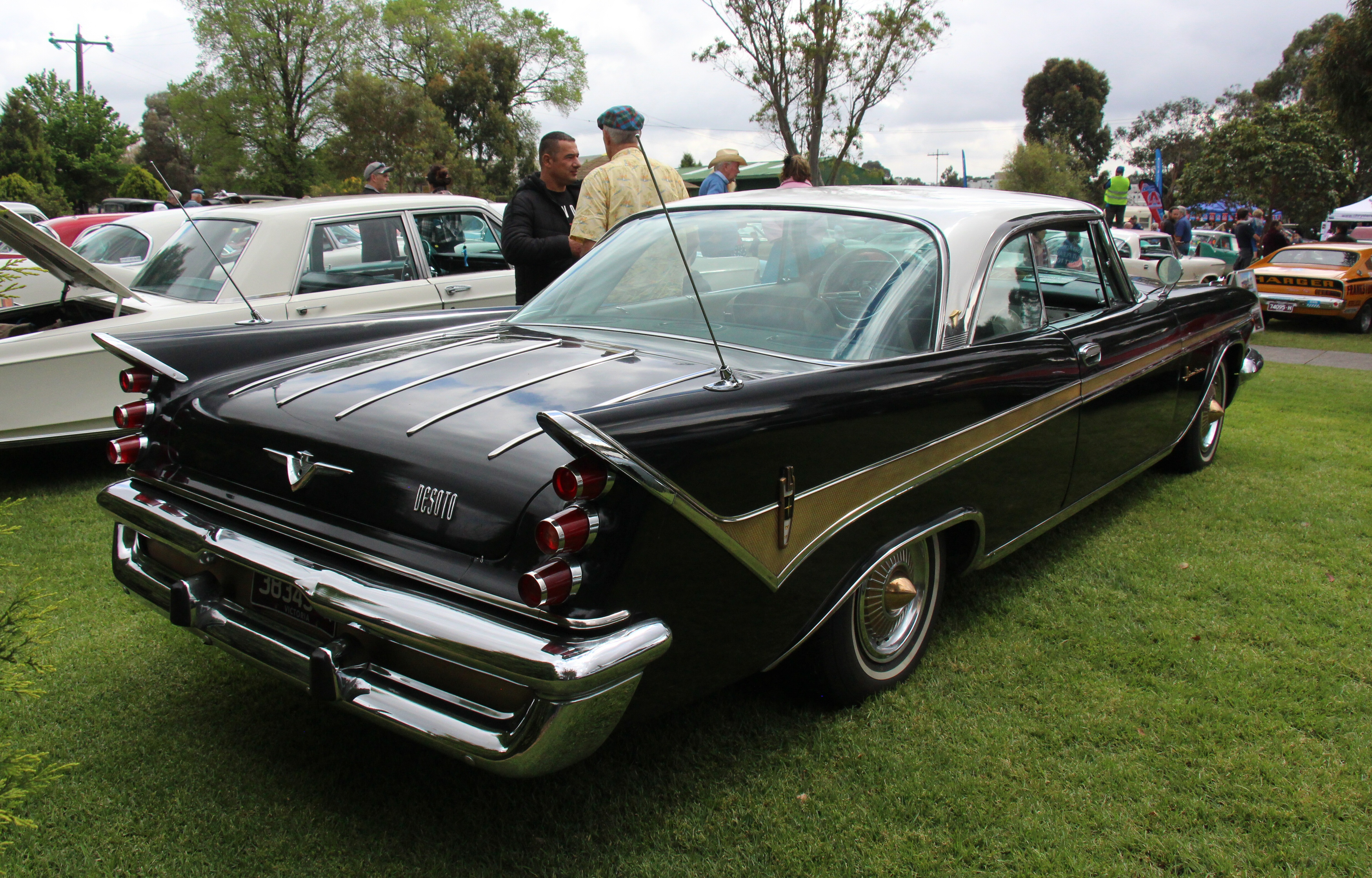
1959 DeSoto Adventurer od tyłu

Na 1959 rok wprowadzono nieco dalej idące zmiany stylistyki; przód stał się nowocześniejszy i bardziej masywny. Samochód nadal oparty był na tegorocznych modelach Chryslera i stał się bardziej do nich podobny, odróżniając się głównie atrapą i zderzakami. Błotniki tworzyły masywne „kaptury” nad podwójnymi reflektorami, pomiędzy którymi maska była w niewielkim stopniu obniżona. Zmieniła się forma zderzaka, który w swojej górnej części miał teraz dwie szczeliny, po obu stronach od części centralnej, niosącej znak firmowy. Zmieniła się również forma tylnych płetw i umieszczonych na ich końcach potrójnych kloszy świateł, oraz ozdobnych listew bocznych. Stylizowany napis: Adventurer został przeniesiony na bok za przednimi kołami. Zmieniono także wnętrze i tablicę przyrządów.
Adventurer, podobnie jak i reszta linii, zadebiutował w październiku 1958. Napędzał go ponownie powiększony silnik – do 383 cali sześciennych (6,3 l), o mocy 350 KM, z podwójnym czterogardzielowym gaźnikiem (stopień sprężania 10,1:1), który tym razem po raz pierwszy dostępny był jako opcja także dla tańszych modeli DeSoto.
Sprzedaż wyniosła 687 samochodów (1,5% DeSoto), w tym 590 hardtopów i 97 kabrioletów. Cena bazowej wersji wynosiła 4427 dolarów za hardtop i 4749 za kabriolet, przy tym oba były najdroższymi modelami marki w tym roku.
Podstawowe dane:
- rozstaw osi: 126 cali (3200 mm)
- długość: 222,1 cala (5641 mm)
- szerokość: 78,7 cala (2000 mm)
- wysokość: 57,4 cala (1458 mm)
- masa: 3980 – 4120 funtów (1805 – 1869 kg).

## Trzecia generacja (1960)

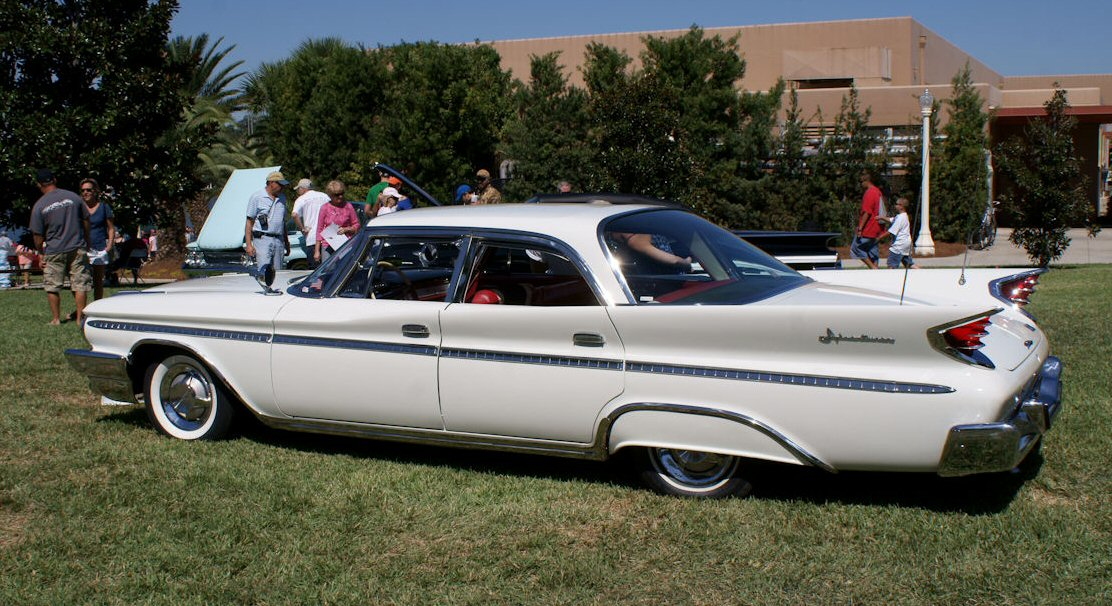
1960 DeSoto Adventurer - tył

Ostatnim rokiem modelu Adventurer (i przedostatnim rokiem istnienia marki DeSoto) był 1960. W październiku 1959 wprowadzono zupełnie nowe modele, oparte na konstrukcji nowych Chryslerów i do nich podobne. Nadwozie było od tego roku samonośne. Jedyną wyraźniejszą różnicę zewnętrzną w stosunku do Chryslera Windsor stanowiła atrapa chłodnicy, o podobnym kształcie zbliżonym do trapezowego, lecz dodatkowo z wąskimi pasami zachodzącymi pod podwójne reflektory. Podobnie jak Chryslery, DeSoto miały ostro zakończone lekko rozchylone płetwy z tyłu, ze światłami na tylnej krawędzi. Samochody DeSoto odróżniały się natomiast w większym stopniu wnętrzem i tablicą przyrządów. W tym roku Adventurer, zamiast oznaczać sztandarowy model sportowy marki, stał się po prostu nazwą lepiej wyposażonej linii DeSoto, z mocniejszym silnikiem, zastępując w tej roli model Fireflite (który spadł do roli tańszego modelu, zastępując dotychczas produkowane Firedome i Firesweep). W konsekwencji, sam Adventurer również staniał. Oprócz dwudrzwiowego hardtopu (cena podstawowa 3663 dolary) wprowadzono czterodrzwiowy hardtop (3727 dolarów) oraz czterodrzwiowy sedan (3579 dolarów), natomiast nie produkowano już kabrioletu. Wszystkie te odmiany nadwoziowe miały także swoje uboższe odpowiedniki w linii Fireflite. Wyróżnik stanowiły między innymi stylizowane metalowe napisy Adventurer na tylnych płetwach (Fireflite nie miały tam napisów).
Napęd standardowo stanowił silnik V8 Adventurer o pojemności 383 cali sześciennych (6,3 l) z gaźnikiem dwugardzielowym, o mocy 305 KM, z transmisją automatyczną TorqueFlite. Jak opcja dostępny był silnik Adventurer Mark I z gaźnikiem czterogardzielowym (325 KM) lub Power Charge z dwoma takimi gaźnikami (330 KM). Poza najmocniejszym silnikiem, były one dostępne jako opcja także dla linii Fireflite. Opony były rozmiaru 8,00×14.
Wyprodukowano 11 597 samochodów Adventurer w tym roku modelowym (44,47% sprzedaży DeSoto), w tym 5746 sedanów, 3092 dwudrzwiowe hardtopy i 2759 czterodrzwiowych hardtopów. Na kolejny, ostatni rok produkcji – 1961, DeSoto wypuściło już tylko przestylizowany tańszy model, lecz zrezygnowało z nazw modeli, produkując je po prostu pod nazwą: „DeSoto”.
Podstawowe dane:
- rozstaw osi: 122 cale (3100 mm)
- długość: 217 cali (5512 mm)
- szerokość: 79,4 cala (2017 mm)
- wysokość: 55 cali (1397 mm)
- masa: 3895 – 3945 funtów (1767 – 1789 kg).